# Liomera virgata
Liomera virgata är en kräftdjursart som först beskrevs av M. J. Rathbun 1906.  Liomera virgata ingår i släktet Liomera och familjen Xanthidae. Inga underarter finns listade i Catalogue of Life.